# Беденюк Анатолій Дмитрович
Анатолій Дмитрович Беденюк (нар. 18 березня 1959, с. Ветли Волинської області, Україна) — український вчений у галузі медицини, доктор медичних наук (2011), професор (2012) кафедри хірургії № 1 з урологією, малоінвазивною хірургією імені Л. Я. Ковальчука
Тернопільського національного медичного університету, Відмінник освіти України.

## Життєпис
Закінчив Тернопільський медичний інститут у 1987 році.
З вересня 1987 р. по серпень 1989 р. навчався у клінічній ординатурі на кафедрі госпітальної хірургії Тернопільського державного медичного інституту за спеціальністю «Лікувальна справа».
Беденюк А. Д. має вищу атестаційну категорію з хірургії.

## Наукова діяльність
У 1991 році захистив кандидатську дисертацію на тему «Регіонарний гастродуоденальний кровобіг і хірургічне лікування рецидивних проривних зашитих виразок».
У 2010 році захистив докторську дисертацію на тему «Профілактика і лікування ускладнень операцій з приводу виразкової хвороби шлунка і дванадцятипалої кишки».
У 2012 році А. Д. Беденюку присвоєно вчене звання професора.
Під керівництвом А. Д. Беденюка захищено 2 дисертації на здобуття наукового ступеня кандидата медичних наук.
Наукові інтереси:
- вдосконалення методів хірургічного та консервативного лікування хворих з виразковою хворобою шлунку та дванадцятипалої кишки, жовчнокам′яною хворобою, захворюваннями підшлункової залози, тонкої та товстої кишки;
- вивчення молекулярно-генетичних механізмів розвитку дифузної і вогнищевої патології щитоподібної залози;
- розробка та вдосконалення тактики операційного лікування в плановій та ургентній хірургії.

## Доробок
Є автором і співавтором 265 навчально—методичних і наукових публікацій, 27 патентів на корисну модель.

### Окремі праці
- Футуйма Ю. М., Беденюк А. Д., Грабчак С. О., Бурак А. Є. Клінічний випадок складності діагностики та хірургічного лікування позакишкових ускладнень при неспецифічному виразковому коліті, асоційованому з цукровим діабетом типу 2 // Шпитальна хірургія. Журнал імені Л. Я. Ковальчука. — 2020. — № 34. — С. 94— 98.
- Dobrorodniy V. B., Bedenyuk A. D., Khoperiia V.G., Dobrorodniy A.V. Papillary carcinoma, a metastasis of the brain and bone: a rare case // Wiadomości Lekarskie, Volume LXXIII, Issue 10, October 2020. pp 2306—2308.
- Беденюк А. Д., Футуйма Ю. М., Кулянда І. С., Гусак О. М., Бурак А. Є., Лойко І. І. Клінічний випадок хірургічного лікування анаеробної неклостридіальної поширеної флегмони лівої нижньої кінцівки // Шпитальна хірургія. Журнал імені Л. Я. Ковальчука. — 2020. — № 3. — С. 113—119.
- Беденюк А. Д., Гриценко С. Й., Доброродній В. Б., Бурак А. Є. Досвід проведення дистанційних онлайн — семінарів під час карантину на кафедрі хірургії № 1 з урологією, малоінвазивною хірургією та нейрохірургією імені Л. Я. Ковальчука // Медична освіта. — 2020. — № 3. — С. 21 — 23.
- Шеремет М. І., Беденюк А. Д., Шідловський В. О. та ін. Асоціація поліморфізму генів BCL—2, CTLA—4, APO—1/Fas з активністю проліферації й апоптозу в тиреоїдній тканині хворих із вузловими формами зоба на тлі автоімунного тиреоїдиту та аденоми щитоподібної залози // Ендокринологія. — 2020, том 25, No 1 — С.18 — 27.
- Беденюк А. Д., Мальований В. В., Війтович Л. Є., Довга І. І.. Травма грудної клітки: особливості перебігу, ускладнення та лікувальна тактика // Шпитальна хірургія. Журнал імені Л. Я. Ковальчука. — 2020. — № 2. — С. 112—120.
- Беденюк А. Д., Є. В. Якубенко Експериментально — морфологічне обґрунтування клиноподібно—трубчастої резекції шлунка // Шпитальна хірургія. Журнал імені Л. Я. Ковальчука. — 2020. — № 2. — С. 27 — 34.
- Беденюк А. Д., Бурак А. Є., Футуйма Ю. М. Рівень та динаміка показників цитокінового профілю при лікуванні хворих на гостру спайкову кишкову непрохідність у стадії декомпенсації. // Шпитальна хірургія. — 2020. — № 1. — С. 105—112.
- Гриценко Й. М., Беденюк А. Д., Гриценко С. Й.. Симультанний та двохетапний підходи в пацієнтів на метастатичний колоректальний рак із синхронним ураженням печінки // Шпитальна хірургія. — 2020. — № 1. — С. 119—124.
- Беденюк А. Д., Боднар П. Я., Боднар Т. В., Футуйма Ю. М., Боднар Л. П.. Хірургічне лікування пацієнта з критичною ішемією нижніх кінцівок на фоні цукрового діабету: клінічний випадок // Шпитальна хірургія. — 2019. — № 4. — С. 119—122.
- Смачило І. І., Беденюк А. Д., Смачило І. В., В. Б. Доброродній, Футуйма Ю. М.. Дренування рідинних скупчень заочеревинного простору при лікуванні гострого некротичного панкреатиту // Шпитальна хірургія. — 2019. — № 4. — С. 126—128.
- Беденюк А. Д., Боднар Т. В., Боднар П. Я. Нові та інноваційні методи навчання в медичних вузах Польщі // Медична освіта. — 2019. — № 4. — С. 58 — 63.
- Футуйма Ю. М., Беденюк А. Д., Павлишин А. В., Боднар П. Я. Методика обробки кукси після виконання високої трансметатарзальної ампутації стопи за Шопаром // Здобутки клінічної і експериментальної медицини.– 2019.– № 2.– С. 162—166.
- Беденюк А. Д., Твердохліб В. В., Мисак А. І., Нестерук С. О. Шляхи поліпшення показників сперматогенезу в комплексному лікуванні чоловічого безпліддя // Здобутки клінічної і експериментальної медицини.– 2019.– № 2.– С. 83 — 88.
- Беденюк А. Д., Бурак А. Є., Гриценко С. Й. Особливості підготовки та проведення студентської олімпіади з хірургії у Тернопільському державному медичному університеті імені І. Я. Горбачевського // Медична освіта. — 2019 — № 2.– С. 11– 14.
- Sheremet, M.I., Shidlovskyi, V.O., Bedenyuk, A.D., Abramchuk, I.I., Malishevsky, I.A. Drug therapy in autoimmune thyroiditis—Archives of the Balkan Medical Union // 2018 Balkan Medical Union, vol. 53, no. 3, pp. 373—380 September 2018.

## Нагороди
Відмінник освіти України